# 西方正典 (哈罗德·布鲁姆)
《西方正典》（英語：The Western Canon），是哈罗德·布鲁姆在1994年的文學評論作品。

## 內容
布鲁姆在本書中將西方文學劃分成四個階段：神學時代、貴族時代、民主時代、混亂時代，並選取二十六位被他認定的大師級作品，並對這些人的作品加以評析。包括：但丁、喬叟、莎士比亞、塞萬提斯、蒙田、莫里哀、彌爾頓、約翰遜、歌德、華茲華斯、奧斯汀、惠特曼、狄金森、狄更斯、艾略特、托爾斯泰、易卜生、弗洛伊德、普魯斯特、喬伊斯、伍爾芙、卡夫卡、波赫士、聶魯達、裴索和貝克特。這部作品很明顯缺少了安徒生、杜斯妥也夫斯基、马克·吐温等重要作家，卻又收錄了弗洛伊德的作品，因为“我喜欢的是对弗洛伊德的莎士比亚式解读，而不是对莎士比亚的弗洛伊德式解读”(I'm not interested in a Freudian reading of Shakespeare but a kind of Shakespearean reading of Freud.)。
布鲁姆认为莎士比亚為西洋文學正典的核心，是一切正典的標尺與極限，“有什麼堪與莎士比亞四大悲劇比擬？”，二十六人名單中只有乔叟和但丁在莎氏之前。疏异性（strangeness）是正典考慮的標準之一。布鲁姆對文學的前途向來是悲觀的，他认为现今的状况是“低劣”的，是“万物破碎，中心消解”，他抱怨周围“全是些哗众取宠的教授，法德理论的克隆，各种有关性倾向和社会性别的意识形态，以及无休止的文化多元主义”。書中同時駁斥了女性主義、多元文化論、新歷史主義、馬克思主義、解構主義。最後布鲁姆在書本结束时说，“要告诉你们的，既不是读什么也不是怎样读，我只能告诉你们我读了些什么，并且哪些书籍值得去重读”。

## 經典人物與作品
正典作者以及正典作品︰
- 莎士比亞（英）︰主要劇作
- 但丁（義大利）︰《神曲》
- 喬叟（英）︰《坎特伯雷故事集》
- 賽萬提斯（西班牙）︰《唐吉訶德》
- 蒙田（法）︰文論集
- 莫里哀（法）︰《恨世生》
- 米爾頓（英）︰《失樂園》
- 約翰生博士（英）︰詩人傳
- 歌德（德）︰浮士德第二部
- 沃茲華斯（英）︰《荒屋》
- 珍．奧斯丁（英）︰《勸說》
- 惠特曼（美）︰《草葉集》
- 狄津生（美）︰狄津生詩集
- 狄更斯（英）︰蕭齋
- 喬治．艾略特（英）︰米多馬齊
- 托爾斯泰（俄）︰哈吉．穆拉
- 易卜生（挪威）︰培爾．甘特
- 弗洛依德（奧地利）︰作品集
- 普魯斯特（法）︰《追憶似水年華》
- 喬哀思（愛爾蘭）︰《尤利西斯》、《芬尼根的守灵夜》
- 吳爾芙（英）︰歐蘭多
- 卡夫卡（捷克）︰格言，短篇故事
- 波赫士（阿根廷）︰短篇故事
- 聶魯達（智利）︰詩集
- 裴索（葡萄牙）︰詩集
- 貝克特（愛爾蘭）︰《等待果陀》、《終局》、《克拉普的最後一卷錄音帶》

## 中譯本
《西方正典》在台灣有高志仁的中譯本。封面上譯有一段話：“心靈的自我對話本質上不是一種社會現實。西方經典的全部意義在於使人善用自己的孤獨，這一孤獨的最終形式是一個人和他的死亡相遇。”